# Trofeo Costa del Sol
Il Trofeo Málaga Club de Fútbol - Costa del Sol, denominato fino al 2008 Trofeo Internacional Costa del Sol e più comunemente conosciuto come Trofeo Costa del Sol, è un torneo amichevole di calcio, patrocinato dalla Real Federación Española de Fútbol. Deve il suo nome alla Costa del Sol, ovvero la fascia costiera della provincia di Malaga.
La manifestazione, organizzata originariamente dal Club Deportivo Málaga e in seguito dal Málaga Club de Fútbol, si svolge generalmente nel mese di agosto allo Stadio La Rosaleda di Malaga. Nel corso degli anni ha visto la partecipazione di squadre sia europee che sudamericane.

## Storia
Il torneo venne disputato ininterrottamente dal 1961 al 1984 (ad eccezione degli anni 1981 e 1982, durante i quali non fu possibile lo svolgimento per via dei lavori di ristrutturazione dello stadio in vista del campionato del mondo 1982), finché il Club Deportivo Málaga non fu travolto da una grave crisi economica e sportiva che costrinse ad annullare l'evento. Vent'anni dopo, nel 2004, il Málaga Club de Fútbol (che nel frattempo prese il posto del Club Deportivo Málaga, fallito nel 1994) ripristinò il torneo, anche se già l'anno precedente ne aveva organizzato un'edizione non ufficiale, disputata a Marbella, che fu vinta dal Brescia.
L'edizione del 2007 è stata l'unica ad essere stata giocata d'inverno anziché d'estate: venne infatti posticipata al 16 gennaio 2008 a causa delle cattive condizioni del campo di gioco.
Nel 2009 il torneo è stato nuovamente sospeso.
Dopo tre vittorie del Málaga nel 2010, 2011, 2012, e la sospensione nel 2013, il club italiano della Fiorentina vince il torneo nel 2014.Nel 2017 in una tiratissima finale la S.S.Lazio porta anch'essa a casa il trofeo vincendo per una rete a zero, facendo così vincere ad un'altra italiana il trofeo Costa Del Sol.

## Edizioni disputate
| Anno                 | Vincitore                 | Risultato     | Finalista                          |
| -------------------- | ------------------------- | ------------- | ---------------------------------- |
| 1961                 | Athletic Bilbao           | 4 - 0         | Siviglia                           |
| 1962                 | Roma                      | 3 - 0         | CD Málaga                          |
| 1963                 | CD Málaga                 | 3 - 1         | Real Madrid                        |
| 1964                 | Siviglia                  | 2 - 2         | CD Málaga                          |
| 1965                 | Tottenham Hotspur         | 2 - 1         | Standard Liegi                     |
| 1966                 | Tottenham Hotspur         | 1 - 0         | Benfica                            |
| 1967                 | Espanyol                  | 2 - 1         | Anderlecht                         |
| 1968                 | Racing Club de Avellaneda | 2 - 0         | Nazionale di calcio dell'Argentina |
| 1969                 | Corinthians               | 2 - 1         | Barcellona                         |
| 1970                 | Vasas SC                  | 2 - 1         | CD Málaga                          |
| 1971                 | CD Málaga                 | 2 - 1         | Stella Rossa Belgrado              |
| 1972                 | Club Nacional de Football | 1 - 0         | CD Málaga                          |
| 1973                 | Stella Rossa Belgrado     | 2 - 1         | CD Málaga                          |
| 1974                 | CD Málaga                 | 1 - 1         | Derby County                       |
| 1975                 | Peñarol                   | 3 - 2         | CD Málaga                          |
| 1976                 | Real Madrid               | 3 - 0         | CD Málaga                          |
| 1977                 | Barcellona                | 3 - 0         | CD Málaga                          |
| 1978                 | Athletic Bilbao           | 2 - 1         | Huracán                            |
| 1979                 | Ferencváros               | 2 - 1         | Siviglia                           |
| 1980                 | Clube Atlético Mineiro    | 1 - 0         | CD Málaga                          |
| 1981 - 1982          | Non disputato             | Non disputato | Non disputato                      |
| 1983                 | Internacional             | 2 - 0         | Club América                       |
| 1984 - 2002          | Non disputato             | Non disputato | Non disputato                      |
| 2003 (Non ufficiale) | Brescia                   | 0 - 0         | Málaga CF                          |
| 2004                 | Siviglia                  | 1 - 1         | Málaga CF                          |
| 2005                 | Málaga CF                 | 2 - 0         | Newcastle United                   |
| 2006                 | Nacional de Montevideo    | 1 - 0         | Málaga CF                          |
| 2007                 | Borussia Dortmund         | 1 - 0         | Málaga CF                          |
| 2008                 | Málaga CF                 | 2 - 1         | Betis Siviglia                     |
| 2009                 | Non disputato             | Non disputato | Non disputato                      |
| 2010                 | Málaga CF                 | 2 - 1         | Parma                              |
| 2011                 | Málaga CF                 | 4 - 0         | Peñarol                            |
| 2012                 | Málaga Club de Fútbol     | 1 - 0         | Everton                            |
| 2013                 | Non disputato             | Non disputato | Non disputato                      |
| 2014                 | Fiorentina                | 2 - 0         | Málaga                             |
| 2015                 | Málaga                    | 2 - 0         | Lekhwiya Sports Club               |
| 2016                 | Málaga                    | 4 - 2 d.c.r.  | Sampdoria                          |
| 2017                 | Lazio                     | 1 - 0         | Málaga                             |
| 2018                 | Non disputato             | Non disputato | Non disputato                      |